# Lomont
Ne doit pas être confondu avec Chaîne du Lomont ou Lomont-sur-Crête.
Cet article possède des paronymes, voir Lormont et Romont.
Lomont est une commune française située dans le département de la Haute-Saône, la région culturelle et historique de Franche-Comté et la région administrative Bourgogne-Franche-Comté.

## Géographie
Lomont est située dans le nord-est de la Bourgogne-Franche-Comté, dans le département de la Haute-Saône, non loin du Territoire de Belfort et du Doubs. La localité occupe 1 135 hectares dont 600 boisés à une altitude de 300 mètres suivant la dénivellation choisie.

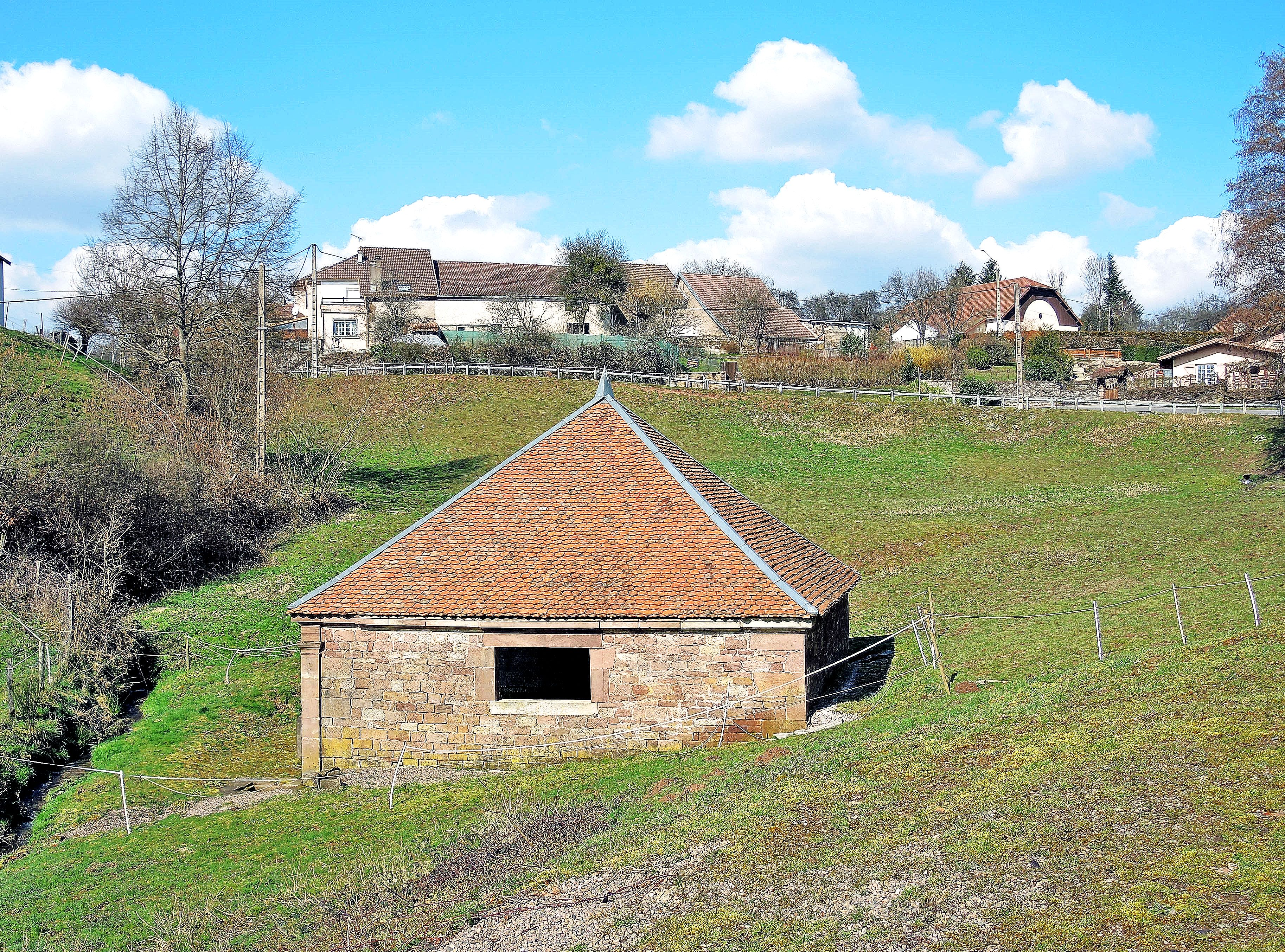
Village de Lomont, vu côté Sud.

### Géologie et relief
Le village est construit au cœur du Chérimont, un massif de collines boisées, l’altitude varie de 290 à 466 mètres soit un dénivelé de 176 mètres. Le village en lui-même et ses hameaux, Lomontot et le Chênolay, sont construits sur un promontoire qui suit une légère pente orientée est-ouest. Le point le plus élevé étant situé à l'est.
Le bassin houiller stéphanien sous-vosgien, recouvert par un Permien épais s’étend sur le territoire communal et aux alentours, jusqu'à Ronchamp au nord et Romagny à l'est.

Coupe du bassin houiller entre Ronchamp et Courmont (commune voisine de Lomont), avec le puits Arthur-de-Buyer (Magny-Danigon).

### Hydrographie
Deux ruisseaux principaux s'écoulent, d'est en ouest, au fond des vallées qui encerclent et délimitent la commune. Il s'agit du Fau, au nord et du Courmont, au sud. Il existe d'autres ruisseaux moins importants tels que le ruisseau des Bannets à l'ouest, qui irrigue le Fau depuis sa source à Lomontot. Il existe plusieurs petits étangs de rétention le long de ces ruisseaux.
La fontaine-lavoir du centre est alimentée par la source dite « La fontaine Vannon », captée en 1860 et située dans un coteau pentu à 388 mètres d’altitude situé entre Lomont et Belverne.

### Climat
Pour des articles plus généraux, voir Climat de la Bourgogne-Franche-Comté et Climat de la Haute-Saône.
En 2010, le climat de la commune est de type climat de montagne, selon une étude du Centre national de la recherche scientifique s'appuyant sur une série de données couvrant la période 1971-2000. En 2020, Météo-France publie une typologie des climats de la France métropolitaine dans laquelle la commune est exposée à un climat semi-continental et est dans la région climatique  Lorraine, plateau de Langres, Morvan, caractérisée par un hiver rude (1,5 °C), des vents modérés et des brouillards fréquents en automne et hiver. 
Pour la période 1971-2000, la température annuelle moyenne est de 9,6 °C, avec une amplitude thermique annuelle de 17,1 °C. Le cumul annuel moyen de précipitations est de 1 229 mm, avec 13,1 jours de précipitations en janvier et 10,6 jours en juillet. Pour la période 1991-2020, la température moyenne annuelle observée sur la station météorologique de Météo-France la plus proche, « Étobon », sur la commune d'Étobon à 5 km à vol d'oiseau, est de 10,7 °C et le cumul annuel moyen de précipitations est de 1 272,5 mm. 
La température maximale relevée sur cette station est de 38,5 °C, atteinte le 24 juillet 2019 ; la température minimale est de −18 °C, atteinte le 1er mars 2005,,. 
Les paramètres climatiques de la commune ont été estimés pour le milieu du siècle (2041-2070) selon différents scénarios d'émission de gaz à effet de serre à partir des nouvelles projections climatiques de référence DRIAS-2020. Ils sont consultables sur un site dédié publié par Météo-France en novembre 2022.

## Urbanisme

### Typologie
Au 1er janvier 2024, Lomont est catégorisée commune rurale à habitat dispersé, selon la nouvelle grille communale de densité à sept niveaux définie par l'Insee en 2022.
Elle est située hors unité urbaine. Par ailleurs la commune fait partie de l'aire d'attraction de Montbéliard, dont elle est une commune de la couronne,. Cette aire, qui regroupe 137 communes, est catégorisée dans les aires de 50 000 à moins de 200 000 habitants,.

### Occupation des sols
L'occupation des sols de la commune, telle qu'elle ressort de la base de données européenne d’occupation biophysique des sols Corine Land Cover (CLC), est marquée par l'importance des forêts et milieux semi-naturels (66,3 % en 2018), une proportion sensiblement équivalente à celle de 1990 (67 %). La répartition détaillée en 2018 est la suivante : 
forêts (66,3 %), zones agricoles hétérogènes (18,9 %), prairies (11,2 %), zones urbanisées (3 %), zones industrielles ou commerciales et réseaux de communication (0,6 %). L'évolution de l’occupation des sols de la commune et de ses infrastructures peut être observée sur les différentes représentations cartographiques du territoire : la carte de Cassini (XVIIIe siècle), la carte d'état-major (1820-1866) et les cartes ou photos aériennes de l'IGN pour la période actuelle (1950 à aujourd'hui).

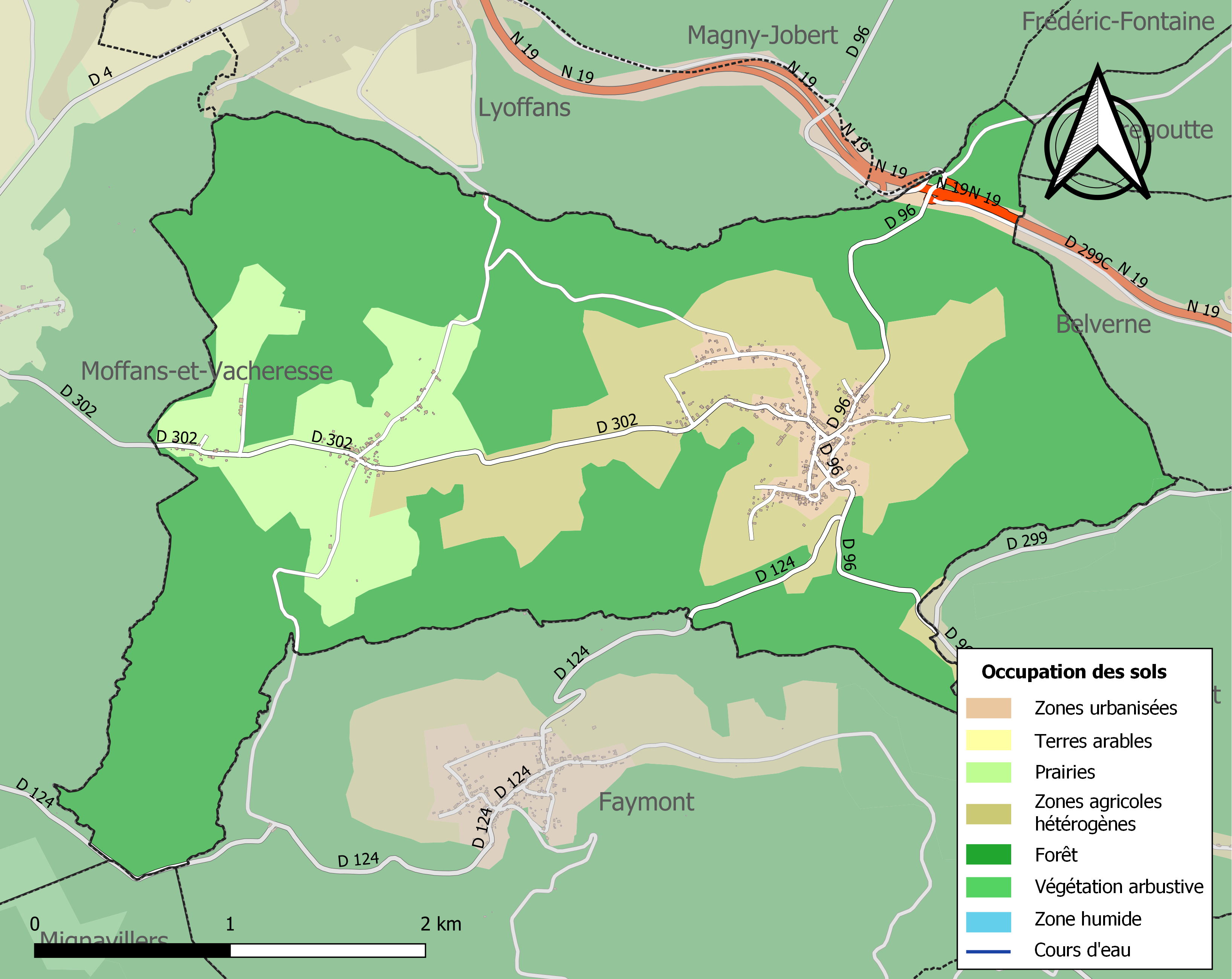
Carte des infrastructures et de l'occupation des sols de la commune en 2018 (CLC).

### Projet d'aménagement et paysage
La commune fait partie du plan local d'urbanisme intercommunal (PLUi) de la communauté de communes du pays de Lure (CCPL), document d'urbanisme de référence pour la commune et toute l'intercommunalité approuvé le 26 juin 2018. Lomont fait également partie du SCOT du pays des Vosges saônoises, un projet de territoire visant à mettre en cohérence l'ensemble des politiques sectorielles, notamment en matière d’habitat, de mobilité, d’aménagement commercial, d’environnement et de paysage.

## Toponymie
En 1195, le village avait pour nom Lomont, en 1208 Lomunt, puis Loomunt, Loomont, Lemont, Losmunt. On peut transposer ces noms en français par montagne allongée ce qui est géographiquement correct[réf. nécessaire].

## Histoire
Le territoire a changé plusieurs fois de mains depuis 1250.
Après le creusement d'un sondage positif, une concession de 2 336 ha est accordée à la société de recherche de houille entre Montbéliard et Villersexel en 1904 pour l'exploitation d'un gisement de houille se prolongeant au sud du puits Arthur-de-Buyer, exploité par les houillères de Ronchamp. Mais il n'y eut aucune extraction de charbon,.
Évolution du territoire communal
Par décret impérial en date du 11 janvier 1808, Lomont a absorbé les communes de Courmont  et de Lomontot. Courmont redevient une commune autonome en 1831.

## Politique et administration

### Rattachements administratifs et électoraux

Carte départementale représentant en rouge la communauté de communes du pays de Lure.

Lomont fait partie de l'arrondissement de Lure du département de la Haute-Saône, en région Bourgogne-Franche-Comté.
La commune était historiquement rattachée depuis la Révolution française au canton d'Héricourt. Celui-ci a été scindé en 1985 et la commune rattachée au canton de Héricourt-Ouest. Dans le cadre du redécoupage cantonal de 2014 en France, la commune fait désormais partie du canton de Lure-2
La commune de Lomont fait  partie du ressort du tribunal d'instance, du conseil de prud'hommes et du tribunal paritaire des baux ruraux de Lure, du tribunal de grande instance, du tribunal de commerce et de la cour d'assises de Vesoul, du tribunal des affaires de Sécurité sociale du Territoire de Belfort et de la cour d'appel de Besançon.
Dans l'ordre administratif, elle relève du tribunal administratif de Besançon et de la cour administrative d'appel de Nancy,.

### Intercommunalité
Le village fait partie de la communauté de communes du Pays de Lure, intercommunalité créée en 1998.

### Liste des maires
| Période                                  | Période                   | Identité       | Étiquette | Qualité                        |
| ---------------------------------------- | ------------------------- | -------------- | --------- | ------------------------------ |
| Les données manquantes sont à compléter. |                           |                |           |                                |
| avant 1988                               | ?                         | Claude Mourey  | PS        |                                |

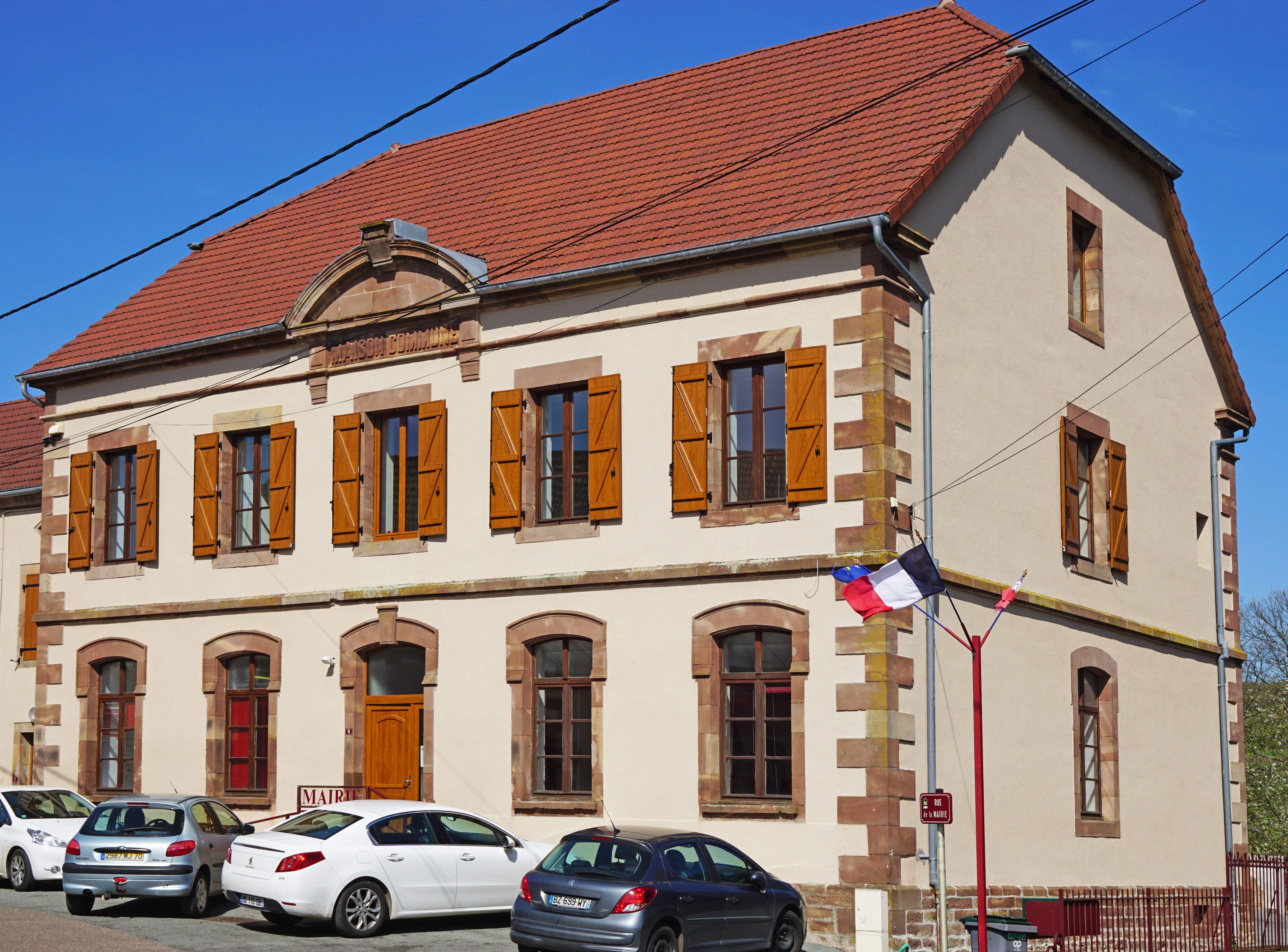
La mairie.

| mars 2001                                | En cours (au 3 juin 2020) | Michel Chagnot | ex-PS DVG | Réélu pour le mandat 2020-2026 |

## Démographie
L'évolution du nombre d'habitants est connue à travers les recensements de la population effectués dans la commune depuis 1793. Pour les communes de moins de 10 000 habitants, une enquête de recensement portant sur toute la population est réalisée tous les cinq ans, les populations de référence des années intermédiaires étant quant à elles estimées par interpolation ou extrapolation. Pour la commune, le premier recensement exhaustif entrant dans le cadre du nouveau dispositif a été réalisé en 2005.

En 2022, la commune comptait 479 habitants, en évolution de +8,37 % par rapport à 2016 (Haute-Saône : −1,4 %, France hors Mayotte : +2,11 %).
| 1793 | 1800 | 1806 | 1821 | 1831 | 1836 | 1841 | 1846 | 1851 |
| ---- | ---- | ---- | ---- | ---- | ---- | ---- | ---- | ---- |
| 429  | 492  | 575  | 787  | 881  | 876  | 913  | 895  | 937  |

| 1856 | 1861 | 1866 | 1872 | 1876 | 1881 | 1886 | 1891 | 1896 |
| ---- | ---- | ---- | ---- | ---- | ---- | ---- | ---- | ---- |
| 767  | 830  | 855  | 800  | 797  | 783  | 740  | 674  | 620  |

| 1901 | 1906 | 1911 | 1921 | 1926 | 1931 | 1936 | 1946 | 1954 |
| ---- | ---- | ---- | ---- | ---- | ---- | ---- | ---- | ---- |
| 575  | 572  | 556  | 461  | 463  | 440  | 433  | 407  | 391  |

| 1962 | 1968 | 1975 | 1982 | 1990 | 1999 | 2005 | 2006 | 2010 |
| ---- | ---- | ---- | ---- | ---- | ---- | ---- | ---- | ---- |
| 420  | 429  | 404  | 407  | 383  | 381  | 389  | 387  | 378  |

| 2015 | 2020 | 2022 | - | - | - | - | - | - |
| ---- | ---- | ---- | - | - | - | - | - | - |
| 436  | 469  | 479  | - | - | - | - | - | - |

## Économie
Le village dépendant économiquement des deux centres urbains de Lure et de l'agglomération d'Héricourt-Montbéliard. Ces deux pôles offrent de nombreux emplois et sont rapidement accessibles par une voie expresse passant dans ces axes à proximité de Lomont.

## Culture locale et patrimoine

### Lieux et monuments
- L'église Saint-Martin.

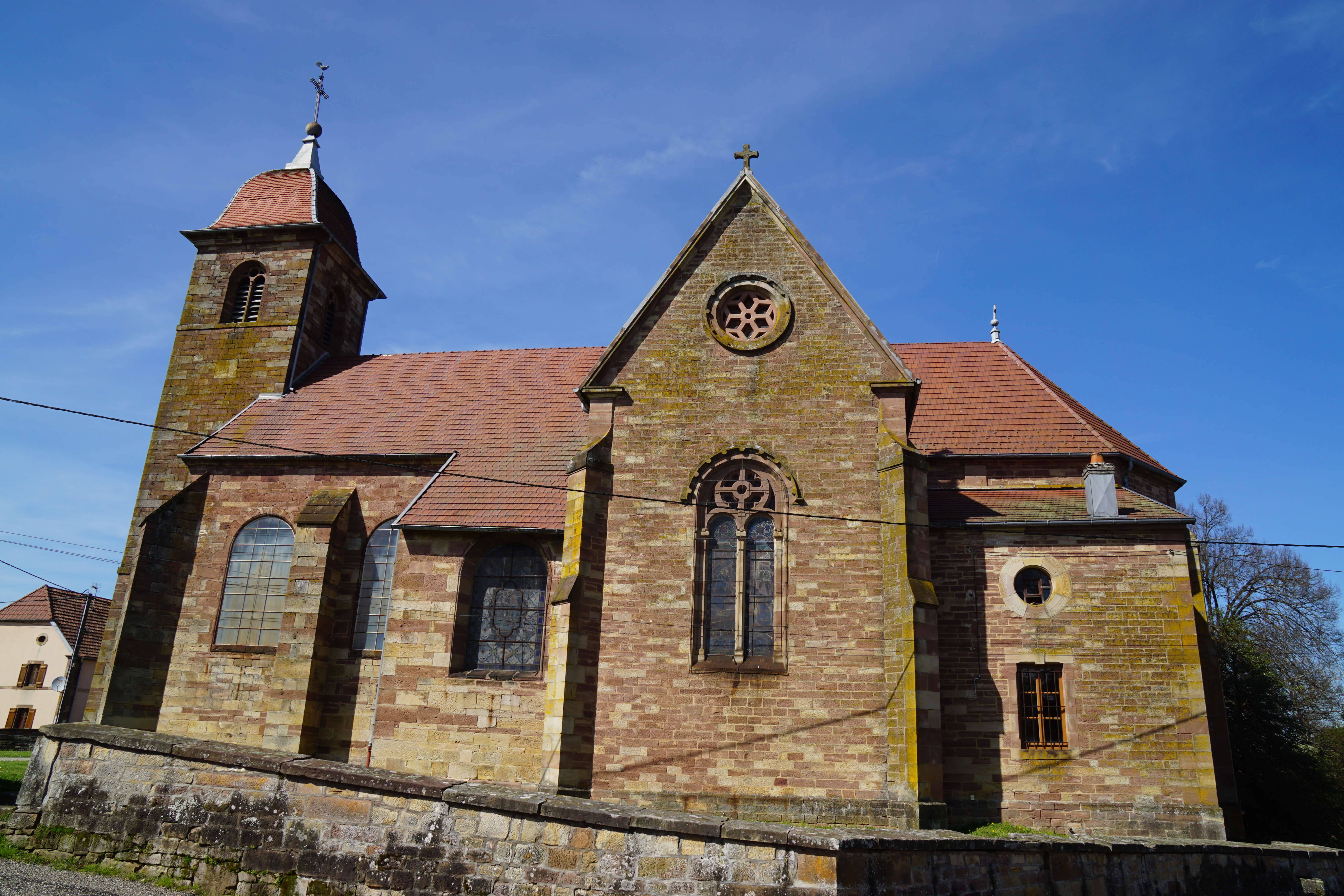
L'église.
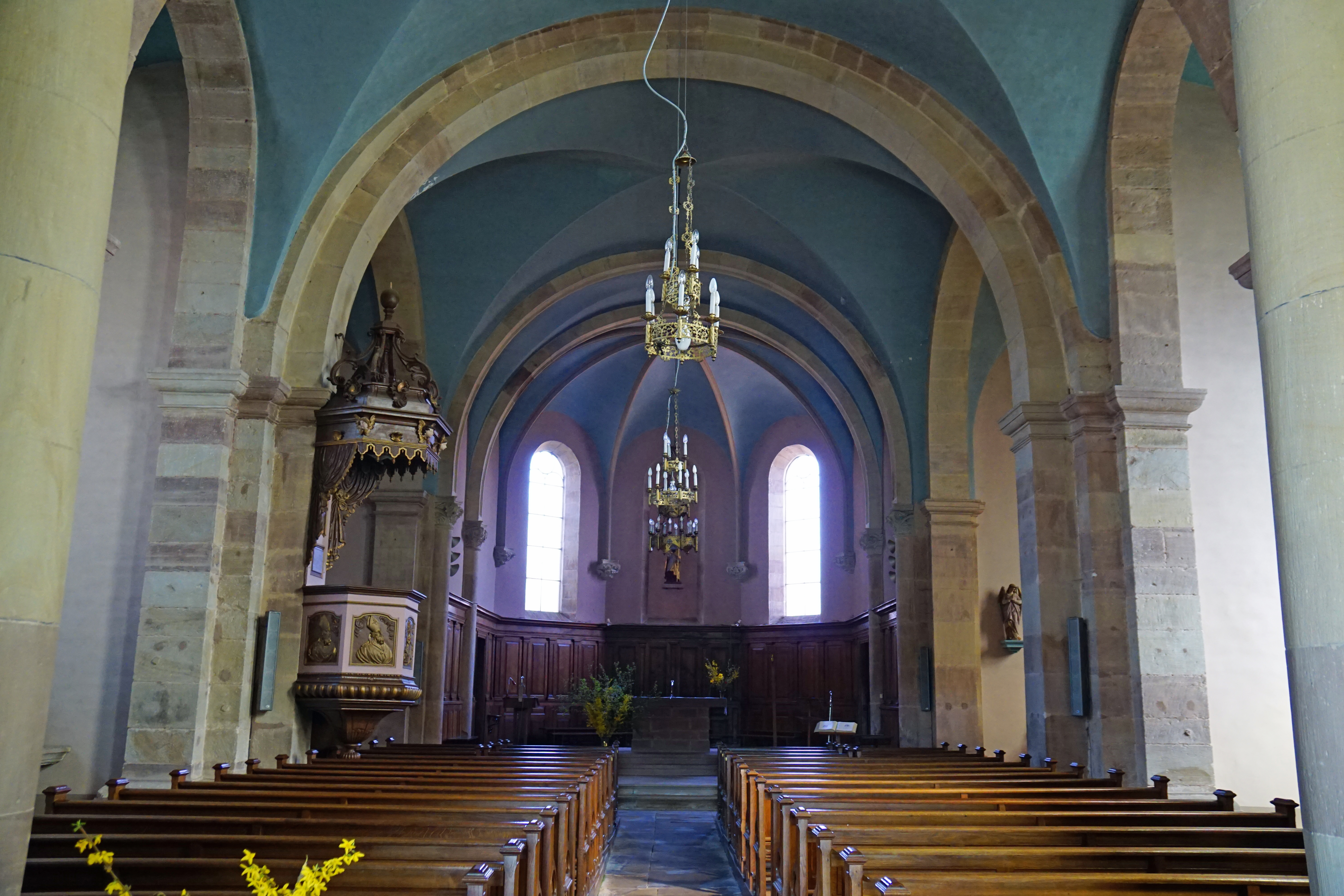
Intérieur de l'église.
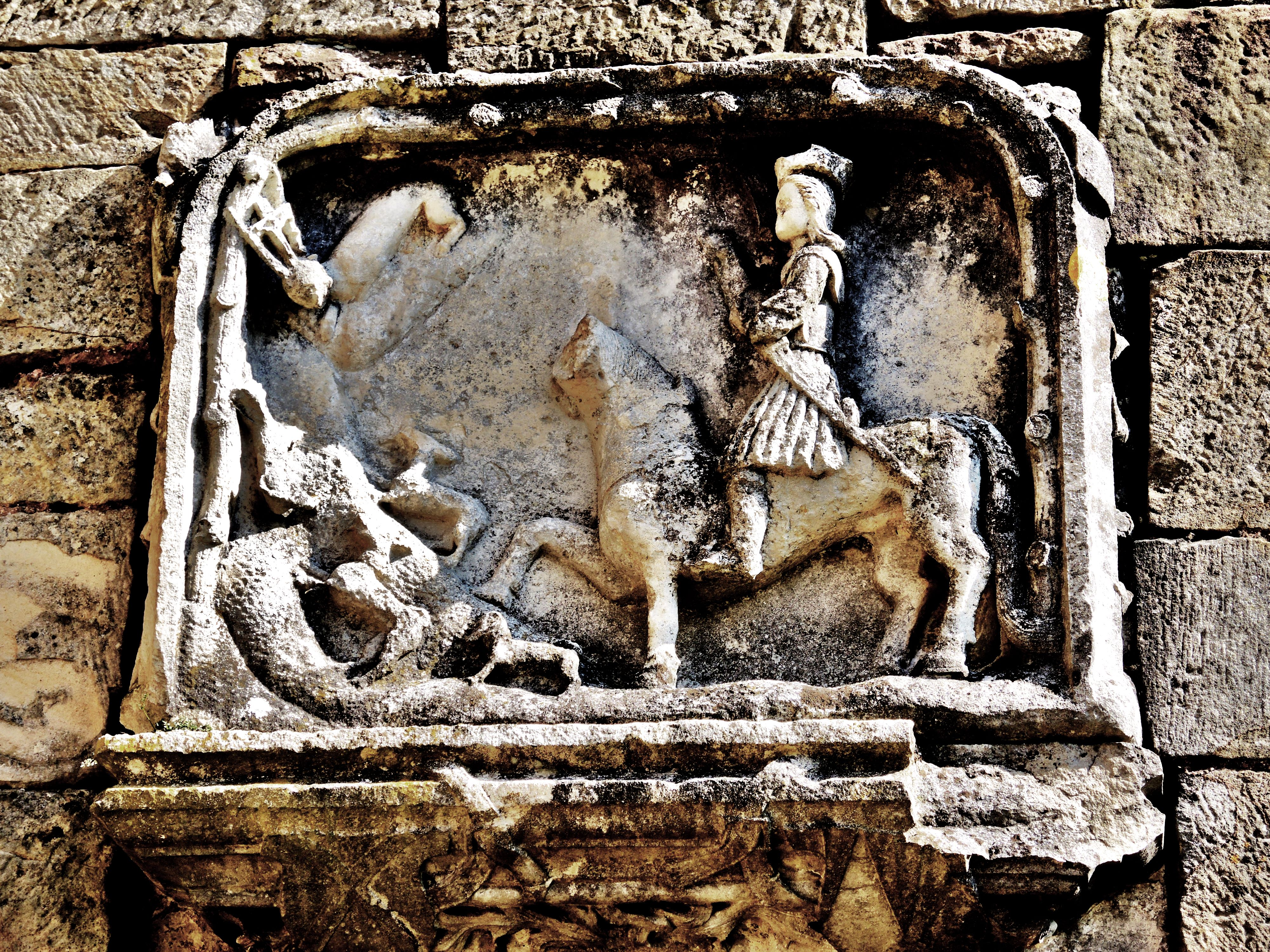
Cartouche représentant saint Hubert.

- Des fontaines-lavoirs.
- Le monument aux morts.
- Une bascule publique de 6 tonnes, construite dans les années trente et rénovée en 2014[29].

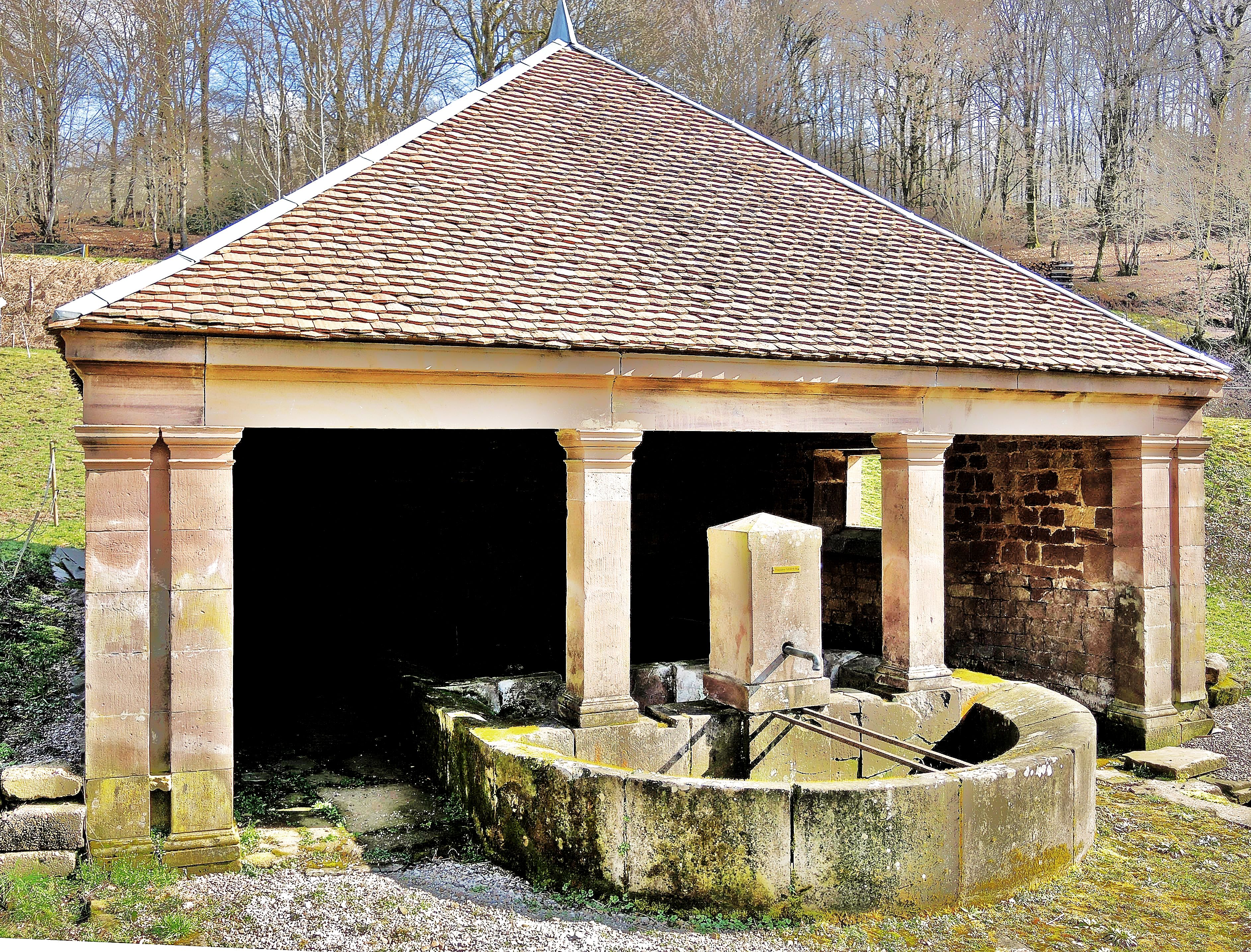
Façade Ouest de la fontaine-lavoir Grappin.
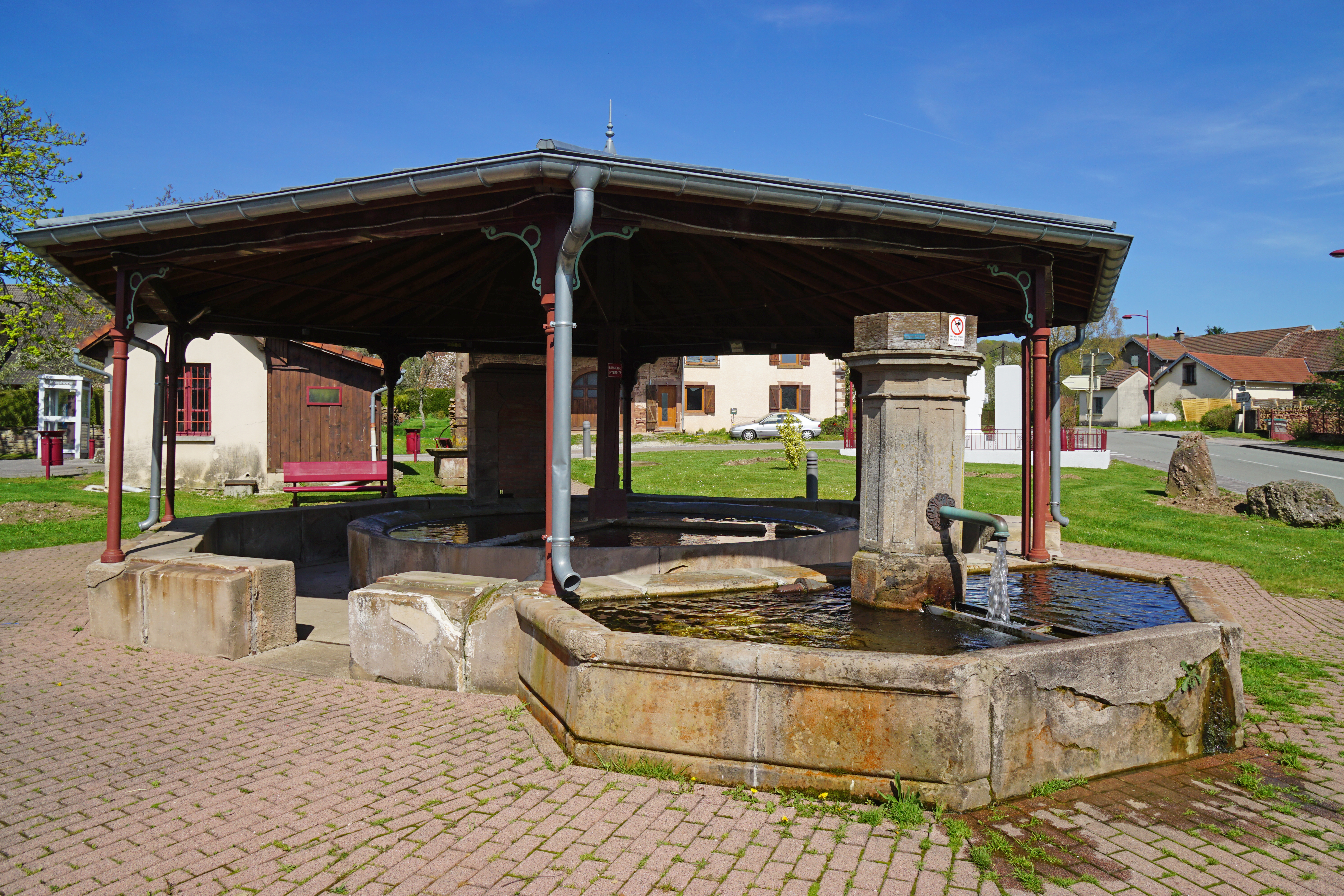
Fontaine-lavoir du centre.
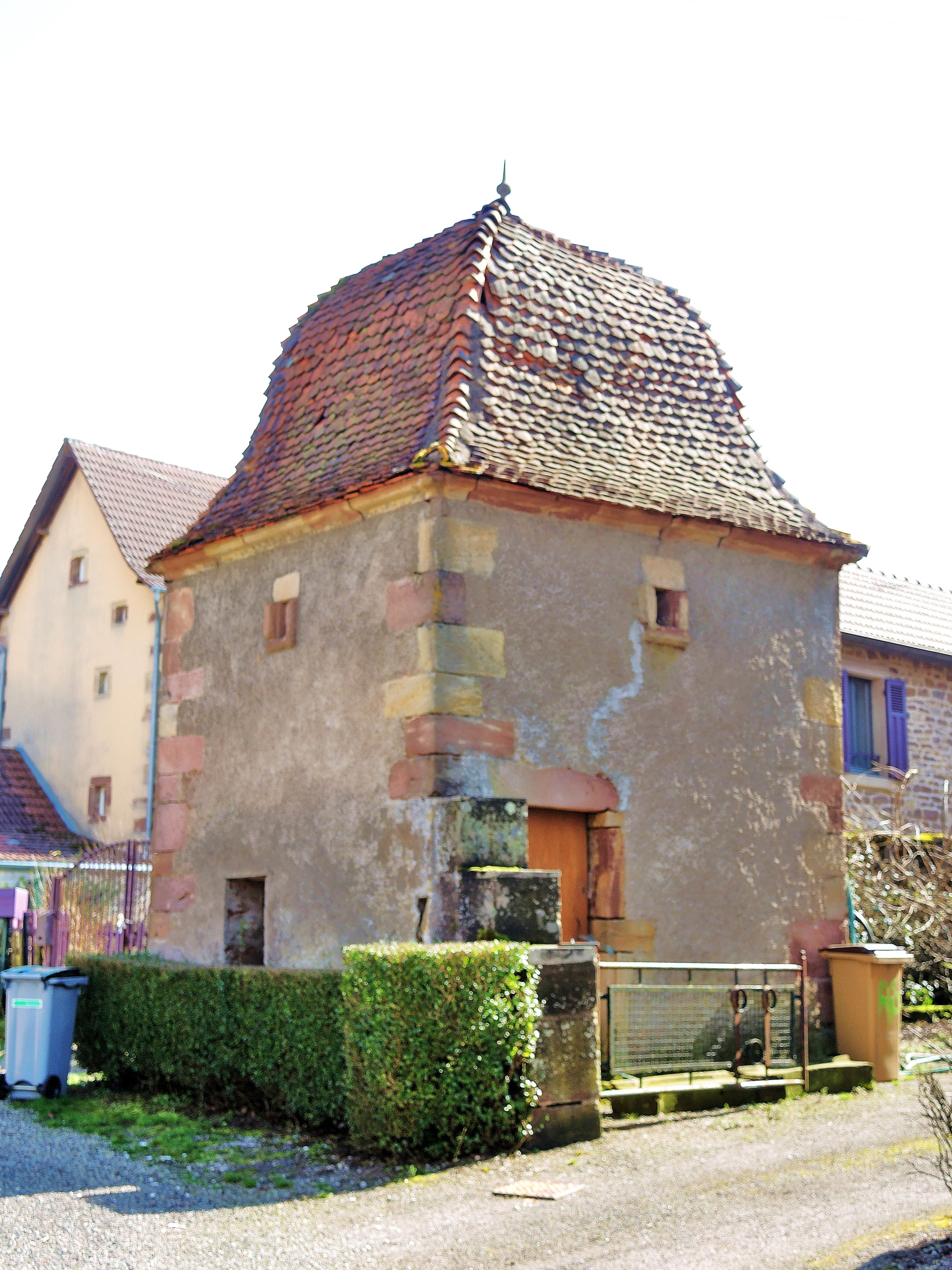
Ancien four banal.
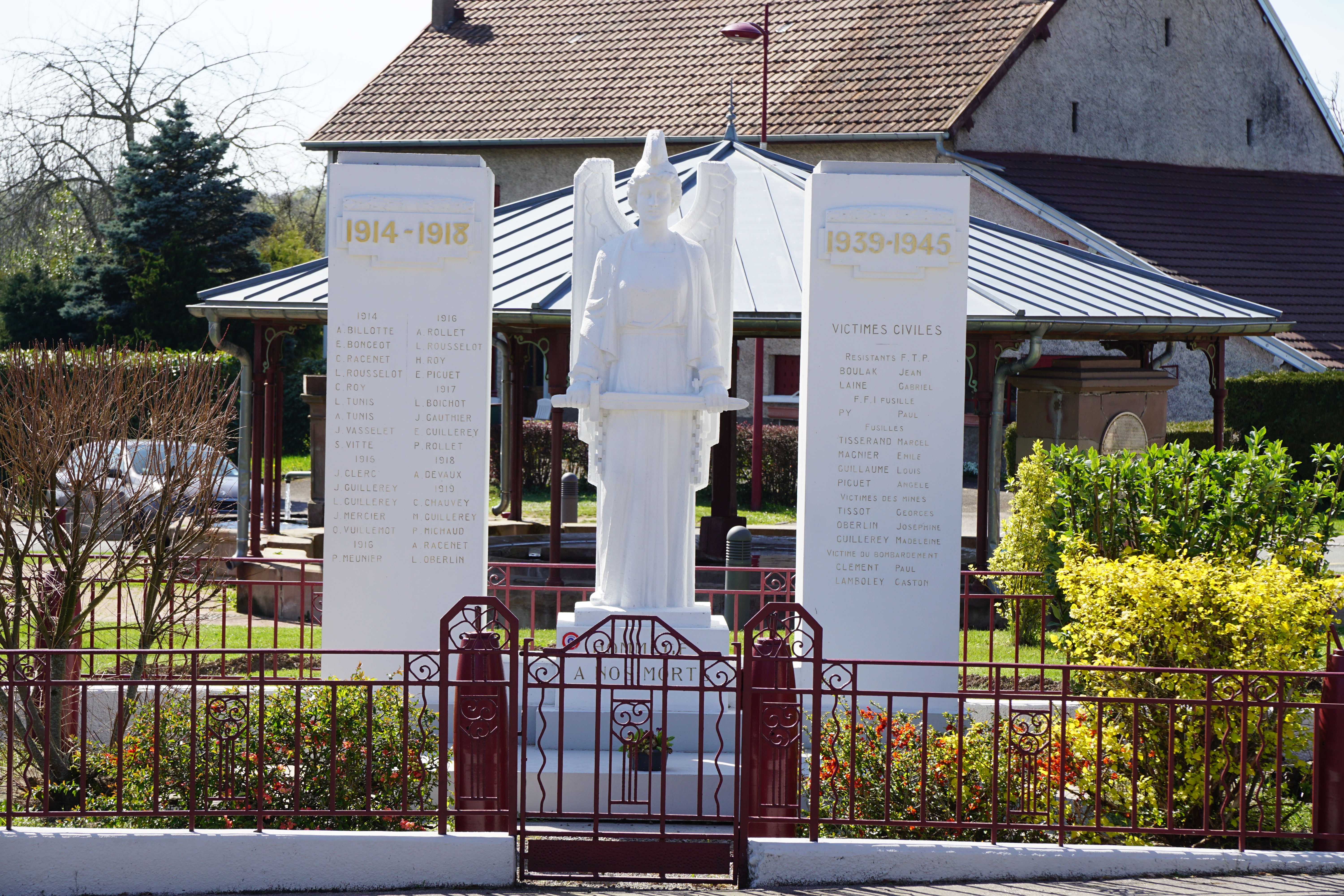
Le monument aux morts.
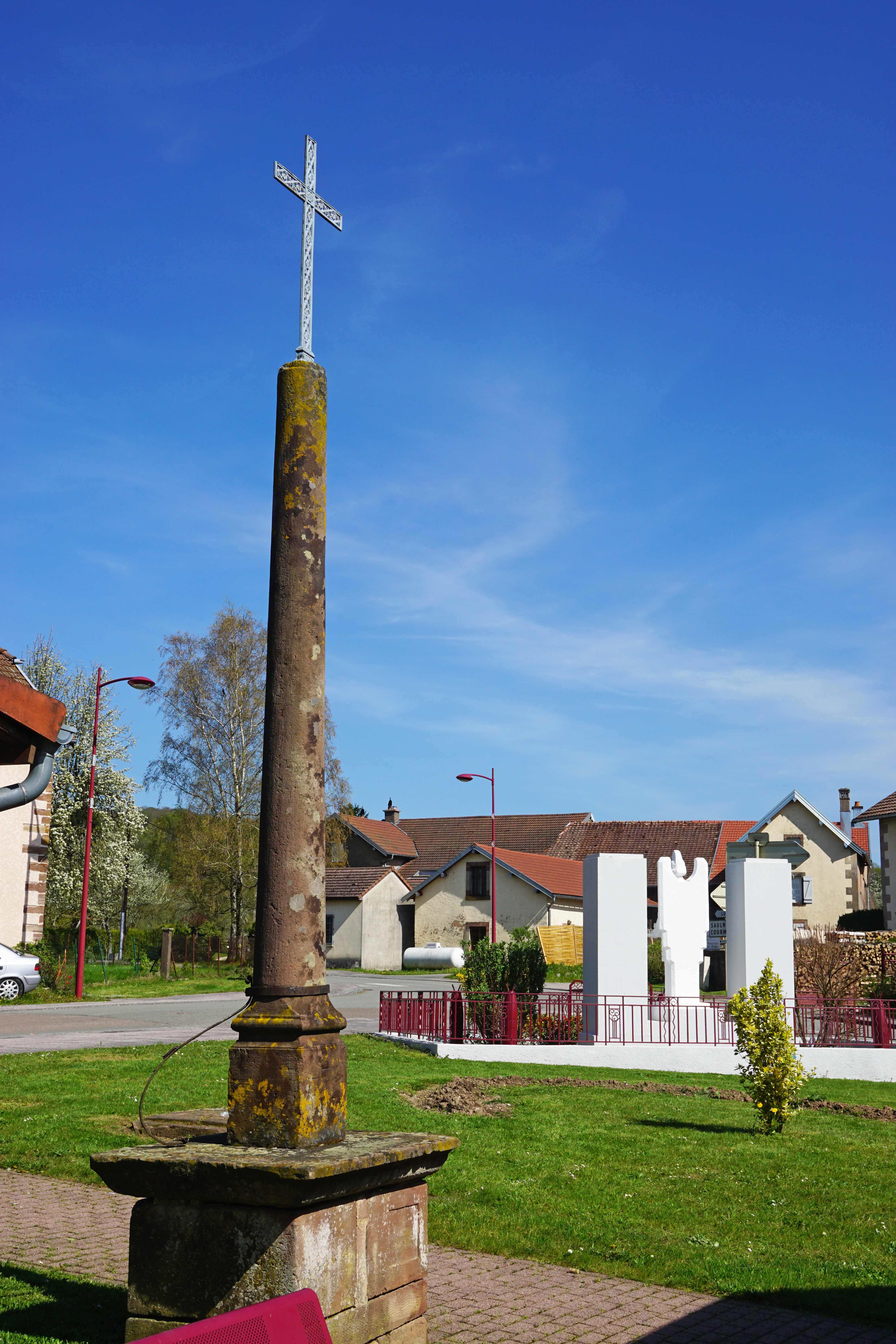
Calvaire.

### Personnalités liées à la commune
- Pierre-Joseph Formet dit  Frère Joseph (7 février 1724 au hameau de Lomontot, dans la paroisse de Lomont - 30 avril 1784 à Ventron), ermite. Un monument honore sa mémoire à Lomont et une messe du pèlerinage de frère Joseph rassemble un grand nombre de pèlerins, de Luxeuil-les-Bains à Montbeliard  depuis 1924, chaque dernier dimanche de juillet[30].

### Héraldique
| Blason de Lomont | Blason  | D'azur au château couvert en croupe d'or et chargé d'un écusson de gueules; à la terrasse en talus d'argent. |
| Blason de Lomont | Détails | Le statut officiel du blason reste à déterminer.                                                             |